# Совпель, Василий Дмитриевич
Василий Дмитриевич Совпель (бел. Васіль Дзмітрыевіч Соўпель; род. 23 марта 1999, Минск) — белорусский футболист, полузащитник клуба «Атырау».

## Карьера

### «Чисть»
Воспитанник футбольной академии минского МТЗ-РИПО, откуда затем, после расформирования, отправился в академию польской «Легии». Также прошёл академии таких европейских клубов как «Лугано», «Монца», «Франкавилла». В 2018 году присоединился к минскому «Динамо», где отправился выступать за дублирующий состав. В августе 2018 года на правах арендного соглашения присоединился к «Чисти», соглашение с которой было рассчитано до конца сезона. Дебютировал за клуб 25 августа 2018 года в матче против «Слонима-2017», выйдя на замену на 75 минуте матча. Дебютный гол забил 15 сентября 2018 года в матче против микашевичского «Гранита». По итогу сезона вместе клубом завершил чемпионат на итоговом последнем месте. По окончании срока арендного соглашения Совпель покинул клуб.

### «Энергетик-БГУ»

#### Сезон 2019
В январе 2019 года на правах свободного агента присоединился к минскому «Энергетику-БГУ», подписав контракт до конца сезона. Дебютировал за клуб 13 апреля 2019 года в матче против «Гомеля», выйдя на замену на 67 минуте. Первый гол за клуб забил 28 июля 2019 года в матче Кубка Беларуси против дзержинского «Арсенала». Первый гол чемпионате за клуб забил 1 декабря 2019 года в матче против могилёвского «Днепра». На протяжении сезона футболист выступал за клуб в роли одного из основных игроков, отличившись 2 забитыми голами и голевой передачей во всех турнирах.

#### Сезон 2020
В январе 2020 года продлил контракт с минским клубом ещё на сезон. На протяжении сезона большую часть матчей сыграл, выходя со скамейки запасных, отличившись 3 забитыми голами и голевой передачей.

#### Сезон 2021 (аренда в «Андижан»)
В январе 2021 года продлил контракт. На протяжении первой половины сезона оставался игроком замены, результативными действиями не отличившись. В июле на правах арендного соглашения присоединился к узбекскому «Андижану» до конца сезона. Дебютировал 31 июля в матче против «Турона», выйдя на поле в стартовом составе. Дебютным голом за клуб футболист отличился 25 сентября в матче против клуба «Коканд 1912».

#### Аренда в «Гомель»
В марте 2022 года на правах арендного соглашения до конца сезона присоединился к «Гомель». Дебютировал 12 марта в ответном четвертьфинальном матче Кубка Беларуси против минского «Динамо», выйдя на замену на 89 минуте. Первый матч в чемпионате сыграл 20 марта против дзержинского «Арсенала», выйдя на поле в стартовом составе. Вместе с клубом стал обладателем Кубка Беларуси, где в финале 21 мая 2022 года победили борисовский БАТЭ. В июле 2022 клуб уступил отправились квалификационный матчах Лиги конференций УЕФА греческому «Арису».

### «Кайсар»
В декабре 2022 года Совпель получил статус свободного агента и отправился на просмотр в казахстанский «Кайсар». В феврале 2023 года главным тренер клуба Виктор Кумыков подтвердил, что футболист уже подписал контракт с клубом. В марте 2023 года Совпель официально был заявлен клубом на предстоящий сезон. Дебютировал 5 марта в матче против клуба «Кызыл-Жар», выйдя на поле в стартовом составе. Первый гол забил 10 марта в матче против «Атырау». 1 апреля забил два гола в матче против клуба «Каспий». На протяжении сезона выступал в роли одного из ключевых игроков, отличившись 5 забитыми голами и 2 результативными передачами.
В сезоне-2024 забил 4 гола. В январе 2025 года покинул клуб.

### «Туран»
В феврале 2025 года отправился в расположение туркестанского «Турана», где присоединился к подготовке к новому сезону. В конце февраля официально присоединился к казахстанскому клубу, подписав контракт до конца сезона. Дебютировал за клуб 2 марта в матче против клуба «Окжетпес», выйдя на поле в стартовом составе. В июне 2025 года появилась информация, что в клубе уже как полгода не платят зарплату как футболистам, так и тренерскому штабу. В скором времени Совпель, как и многие другие игроки, покинул клуб, расторгнув контракт по соглашению сторон.

### «Атырау»
В июне 2025 года на правах свободного агента, вместе с тренерским штабом Виталия Жуковского и другими белорусскими футболистами присоединился к клубу «Атырау».

## Достижения
«Гомель»
- Обладатель Кубка Беларуси: 2021/22